# 商老庄乡
商老庄乡，是中华人民共和国山東省泰安市东平县下辖的一个乡镇级行政单位。该乡镇于1984年建立，时属梁山县，后划归东平县。

## 历史沿革
唐宋时期，今商老庄乡乡境先后属郓州和东平府。元明时期，随着大运河修建，安山镇（今商老庄乡大安山村）兴起，成为当时重要的渡口、闸口，今乡境当时属东平路，东平州。明代正德年间，商姓迁居于今商老庄乡商老庄村，商老庄之名由是得来。清代至民国初，分属西乡南辨智保、北辨智保、智明保、智恭保、东启智保等。保甲制度废除后属东平九区。1940年8月，中国共产党将包括今商老庄乡辖境在内的东平湖湖西划归昆山实验区，后昆山实验区改为昆山县。1949年8月25日，昆山县县委和县政府在商老庄开会，决定撤销昆山县，改为梁山县。
1984年，梁山县各地人民公社撤销，后商老庄乡，大安山乡两乡建立，属小安山区。1985年12月，商老庄乡、大安山乡两乡由梁山县划给东平县。 1986年，东平县湖西地区撤区并乡，大安山乡、商老庄乡两乡建制不变。2001年2月调整合并乡镇，大安山乡、商老庄乡合并为商老庄乡。2001年1月，大安山乡撤销，并入商老庄乡。

## 地理环境

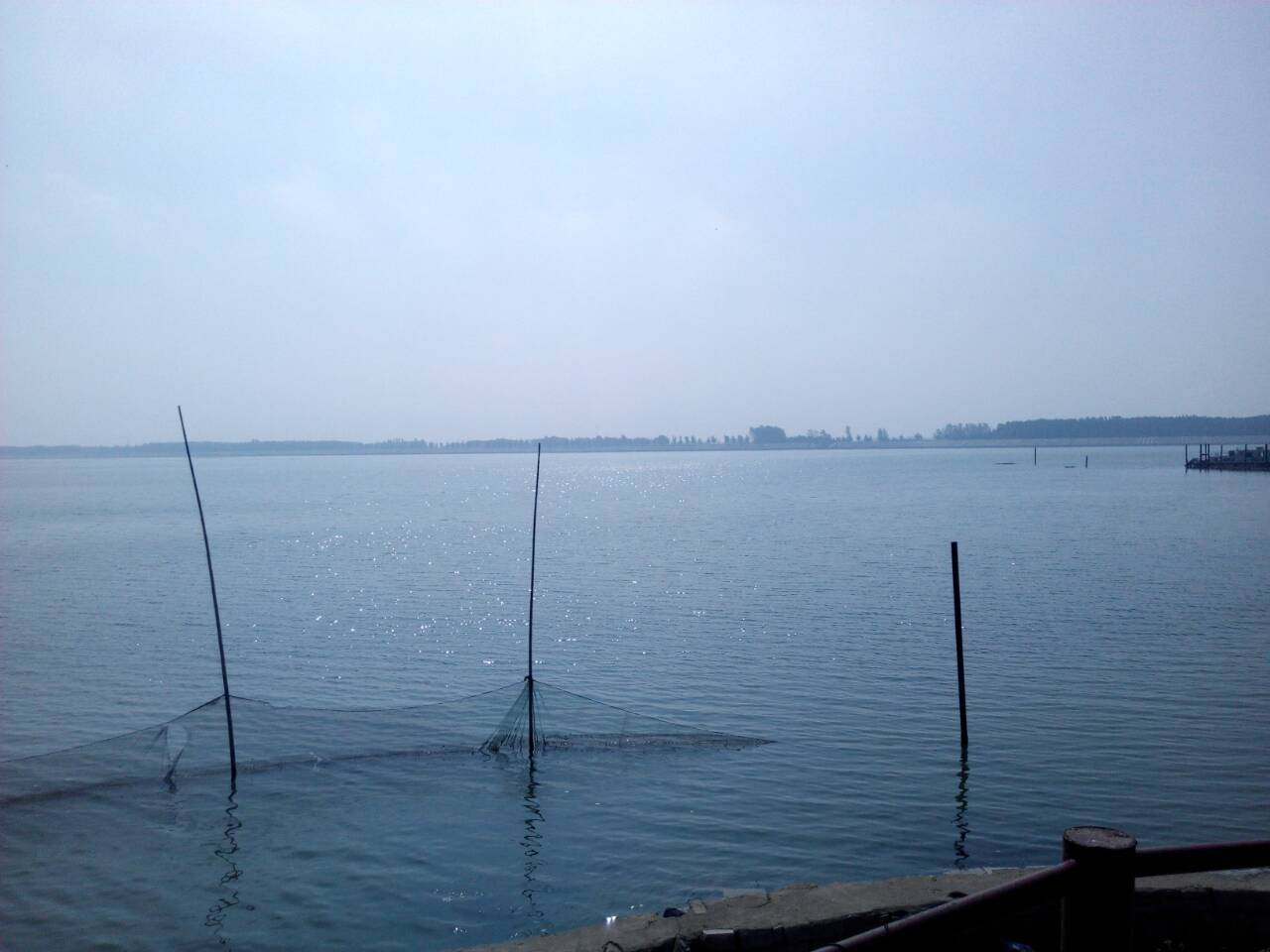
东平湖，摄于商老庄乡大安山村

商老庄乡位于东平县西南部，东平湖南侧，该乡陆地西北临戴庙镇，东接新湖镇、南毗梁山县小安山镇，行政驻地商老庄村距离东平县城42公里。乡境东西宽15.8千米，南北长9.1千米，总面积为99.43平方千米。
商老庄乡西部略高，东部略低，整体地势十分低洼，2003年时其平原和涝洼地地形分别占53.2%和46.8%。乡全境处于东平湖二级湖境内，是东平县与梁山县之间的“洪水走廊”。
商老庄乡水资源丰富，其北部为山东第二大湖东平湖的一级湖湖区。境内的河流有戴码河、柳长河、北总干渠、二分干渠、三分干渠等，京杭大运河和南水北调东线工程横贯其南北。矿产资源方面，商老庄乡所辖的东平湖湖底拥有大量的黄砂资源，储量共计约150万立方米。

## 行政区划
商老庄乡下辖以下地区：
商老庄村、董庙村、董辛庄村、宠那里村、张文远村、刘立村、商楼村、李桥村、赵庄村、义和庄村、刘万庄村、北李庄村、秦楼村、官场村、于王庄村、袁庄村、丁沙村、东李庄村、宋庄村、巩庄村、小吴村、井庄村、于庄村、潭坑涯村、田庄村、孙庄村、大安山村、新光村、潘孟于村、新村、八里湾村、义和堤村、沈堤口村、三里庄村和薛庄村。

## 经济
农业方面，商老庄乡有耕地4.5万亩。东部为东平县重要的稻米生产区，其生产的安山大米为中国国家地理标志知名品牌。菌类是当地重要的经济作物，当地建有一个食用菌养殖基地，生产黑木耳、银耳等食用菌类产品。当地还利用东平湖水面和涝洼地发展水产养殖业、水产种植业，出产莲藕、芡实、甲鱼、鱼类、螃蟹等一百余种水产品，素有“鱼米之乡”之称呼。2016年，商老庄乡肉类和禽蛋产量共计达到10382.4吨。

## 人口
2010年中国第六次人口普查时，商老庄乡共有人口29458人。共有家庭8772户，平均每户3.32人。14岁以下的少年儿童共5481人，占总人口18.60%；15-64岁人口共21383人，占总人口72.58%；65岁及以上的老年人共2594人，占总人口的8.805%。男性共计14753人，占总人口50.08%；女性共计14705人，占总人口49.91%。本地居住的人口中，拥有本地户籍的人口为29067人，占98.67%。
商老庄乡以汉族为主，其次是回族。2003年时，商老庄乡有汉族29994人、回族119人、其他民族3人。

## 基础设施

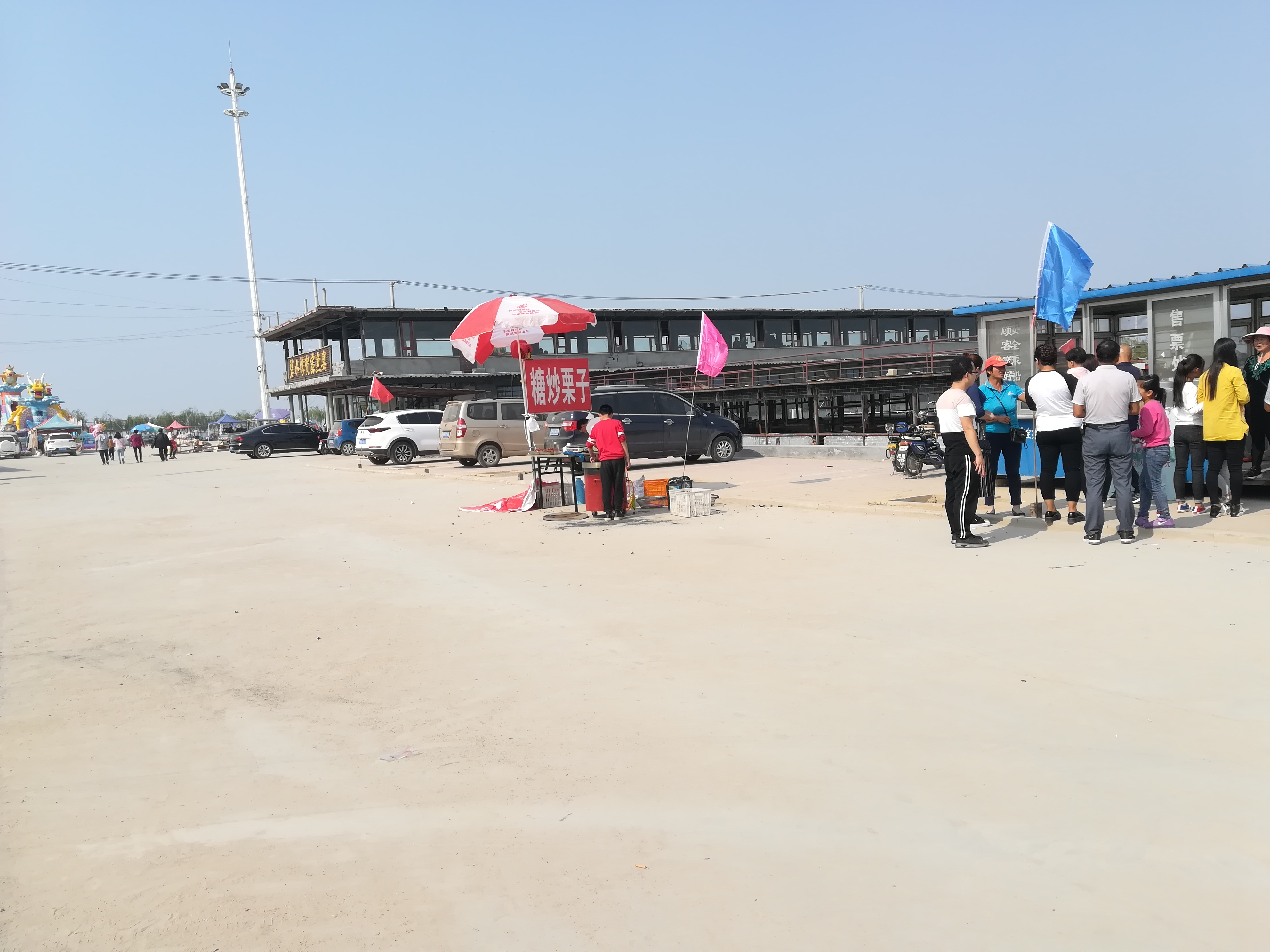
大安山码头

教育医疗方面，2003年时，商老庄乡有中学两所，小学七处，幼儿园五处。中小学教职工共计251人，在校生2256人。有一所乡卫生院和34个卫生室，其中甲级卫生室有22个。道路交通方面，331省道横贯商老庄乡乡境东西，220国道南北贯穿商老庄乡西部。境内还有用于东平湖水运的大安山码头。

### 引用
1. ↑  .   [2019-08-26]. （原始内容存档于2021-07-24）.
2. ↑  . 中国·国家地名信息库.
3. ↑  . www.liangshan.gov.cn.   [2017-07-27]. （原始内容存档于2017-08-19）.
4. ↑  . www.liangshan.gov.cn.   [2017-07-27]. （原始内容存档于2017-08-19）.
5. ↑  .   [2019-08-26]. （原始内容存档于2018-07-17）.
6. ↑  . www.liangshan.gov.cn.   [2017-07-27]. （原始内容存档于2017-08-19）.
7. ↑  东平县民政局, 《东平县民政志》, 第72页
8. 1 2 3 4 5 6 7  .   [2019-08-26]. （原始内容存档于2019-07-20）.
9. 1 2 3 4  .   [2019-08-26]. （原始内容存档于2019-08-26）.
10. ↑  . 中华人民共和国国家统计局. 2023 （中文（中国大陆））.[]
11. ↑  东平县人民政府. . .dongping.gov.cn. 2019-05-24  [2019-08-26].[永久]
12. ↑  中国国务院人口普查办公室、中国国家统计局人口就业统计司等.  (收费). 统计年鉴分享平台: 表15 山东省乡、镇、街道人口. 2010  [2018-07-19]. （原始内容存档于2018-07-19）.